# フェルナンド・ジョルト

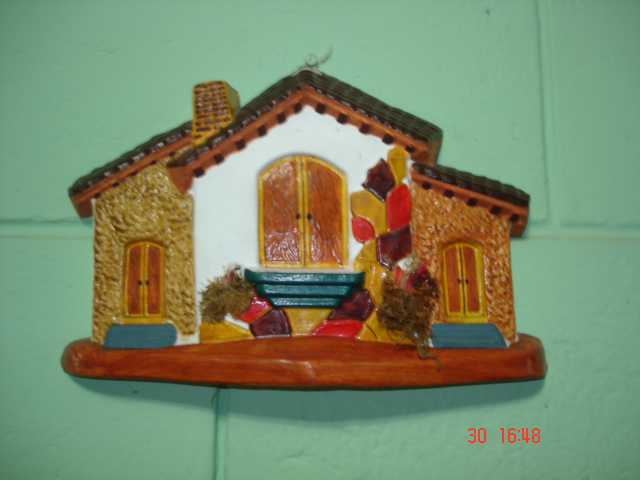
ラ・パルマの民芸品

フェルナンド・ジョルト（Fernando Llort、1949年4月7日 - 2018年8月10日）は、エルサルバドルの画家。原色を用いた抽象画を手掛け、神・自然・人の調和をモチーフとした作品を多く発表した。ラ・パルマに「セミジャ・デ・ディオス」を設立した。小物や生活用品に絵を施した民芸品を作るコミュニティを築き、その作成手法を一般庶民へ広めるなどの文化活動を行っている。ラ・パルマの民芸品は、現在はエルサルバドルの主要な産業品として知られる。

## 略歴
1949年にサンサルバドルに生まれる。国立大学を卒業後、フランス・トゥールーズ、ベルギー・ロバイーナ、アメリカ合衆国・ルイジアナ州などへ留学し、哲学、神学、美術を修得した。1968年より絵を描き始める。帰国後、ラ・パルマに移り、工房「セミジャ・デ・ディオス」を設立。画家としての活動をはじめた。セミジャ・デ・ディオスは神の木の実を意味し、村に自生するコピノールの木の実を半分に割り、側面に絵を描いたことに由来する。こうした小物や生活雑貨に絵を描き、民芸品として販売する手法を住民へ広めた。
1980年、内戦が激化するとサンサルバドルへ移住し、工房「エル・アルボル・デ・ディオス」に活動の場を移した。音楽会や講演会などの文化活動を精力的に行った功績が認められ、2003年、エルサルバドル国会より「名誉あるエルサルバドルの息子」の称号を授与されている。
2018年8月10日、エルサルバドル文化省はジョルトが逝去したことを確認したと伝えた。69歳没。